# 人称
人称是与语言中的行为动作相关的话语角色。“妈妈餵宝宝吃饭”和“我餵你吃饭”，意思可能相同，但前者是用有词汇意义的名词来表示与“餵”相关的人的具体身份，后者才是用功能性的形式来表示话语角色这一抽象概念。话语角色的确定取决于具体的交际事件，因此人称是句子进入交际的重要标志之一。
人称范畴的表达可以通过独立的代词或不独立的附缀和屈折形式等来表达。狭义的人称范畴就指动词的屈折变化所表示的诸类人称意义。一般来说，独立的人称代词比不独立的形式区分的意义更多。如英语中，人称代词区分I/you/he/she/it/we/they等，还有格的变化；在be动词里，就只区分am/are/is；在现在时单数的动词后，只有第三人称加-s，也不区分性。
在某些特定情况下，如在表示与“性数格时体态”等形态语法范畴并列时，人称可以省称为“身”。

## 分类

### 人称
一般来说，表示说话方的称为第一人称，表示听话方的是第二人称，表示说话方和听话方之外的是第三人称。
有些语言学家认为只存在两种人称：只有第一人称和第二人称是表示在场者的，而表示不在场者的第三人称严格来说不属人称范畴。但这种观点并未得到大多数语言学家的支持。
有些语言学家认为存在“第四人称”。但在不同的研究者的笔下，“第四人称”一词的所指并不统一。相对常见的是用来表示和本指（proximate）相对的旁指（obviavite），有时也用于话语代词（logophoric）或反身代词。总的来说，大部分语言学家不认为存在可以和前三人称同属同一聚合的第四人称。
根据目前的资料，世界上几乎所有的语言中都区分三类人称。安娜·谢维尔斯卡曾提到，在马都拉语（属南岛语系）中，只有两个人称代词，分别是表示第一人称主格和宾格的sengkop和表示第一人称所有格的tang，指代二、三人称时则使用具有词汇意义的名词；在Barai语（属巴布亚诸语言）中，表示时和人称的动词后缀并不区分第二人称和第三人称（不管单数还是复数）。但谢维尔斯卡没有提及马都拉语中的词缀是否能区分二、三人称、用于指代的名词是否有语法化的趋势，Barai语的人称代词系统中是否也不分二、三人称，因此还不能认为这两种语言中只有两种人称。

#### 一、二人称和第三人称
一、二人称和第三人称的对立也可以视为一种普遍的语言现象。因为一、二人称是现场指，与第三人称不同。一、二人称的词形、句法特征等往往类似，而与第三人称不同。如上古汉语中，第一人称的吾、我、卬和第二人称的汝、尔、若都是鼻音声母，韵部也相近；而第三人称的其、之等声韵与之并无关系，且都是从一般的指示代词转化而来，都不能作为主语出现。很多语言中可能经历了一个只有第一、二人称形式的阶段，第三人称形式则较迟出现。

## 相关范畴

#### 数
人称范畴往往和数范畴相关。约瑟夫·格林伯格认为，人称范畴存在数的区别是一种语言共性。但也有后来的研究发现不存在人称的单复数区别的语言，如Mura Pirahã语（见于巴西亚马逊河流域）中，独立代词和动词附缀都不区别三身的单复数。上古汉语中，我、吾、尔、汝都可以兼表单数和复数。但这类语言很少见。就绝大多数语言而言，弱化代词不区分数、独立代词有数的对立是最为常见的。
人称的复数不是简单的和单数对应。第一人称复数可以有三种理解：说话人和听话人（1+2，最小包括式，minimal inclusive），说话人、听话人和第三方（1+2+3，强化包括式，augmented inclusive），说话人和第三方（1+3，排除式，exclusive）。同样的，第二人称复数可以有两种理解，多个听话人（2+2），听话人和第三方（2+3）。第三人称复数只有一种理解（3+3）。约有1/2弱的语言可以区分第一人称的包括式（1+2（+3））和排除式（1+3）。如汉语北方方言中的我们（排除式）和咱们（包括式）。但区别最小包括式（1+2）和强化包括式（1+2+3）、或区别两种第二人称复数的语言所占比例就较小。
一些语言的数范畴还区分双数、三数、少量数等。在第一人称双数中，包括式-排除式的对立比在复数中更加明显，因此在这些语言中的人称系统中，往往也都区分第一人称的包括式和排除式。
总体来看，数范畴在人称系统中的表现受人称等级序列影响，第一人称>第二人称>第三人称。单复数的对立在第一人称中最为常见，第三人称最少见；第一人称复数的内部区别（包括式-排除式）最多，第三人称最少。

#### 性
人称范畴也常常和性范畴相关联。在第三人称中区分性范畴最为多见，如英文中第三人称有he（他）、she（她）、it（它）之分，而第一、二人称没有。这是因为第一、二人称的所指都是在场的，其性是不言自明的；而第三人称常常不在话语现场，可能需要区分性范畴来确定所指。格林伯格将之概括为如果性的对立出现在第一人称中，则一定也会出现在第三或第二人称中。
人称系统中的数范畴对性范畴也有影响。一般来说，人称的性对立更多体现在单数上。格林伯格的概括是，如果代词的复数有任何性的区别，那么单数也会有某种区别。但后来的研究表明，如果性的对立不是阴性-阳性（-中性），而是人类-非人类或有生性-无生性的话，这一共性存在较多的例外。

#### 回指
不作为直接指在话语中第一次提及的对象，而用来指上文刚提及的对象，称为回指。如汉语中，“小李在洗他的衣服”中的“他”，既可以指小李自己，也可以指别人，不区分回指，需根據上文下理才能判斷，而在一些语言中会区分。

#### 旁指
旁指主要存在于第三人称。在提到多个第三人称时，按照凸显程度，可以分出较凸显的本指（proximate）和较不凸显的旁指（obviative），有时还可以有更不凸显的旁另指。如汉语中，他在打他中不区分两个他的本指和旁指，而在一些语言中会区分。
有的语言学家把旁指（obviative）列为“第四人称”。也有的语言学家认为本指和旁指虽然和人称范畴关系非常紧密，但仍属于另一类范畴。

## 一致关系

图中是西班牙语中的动词"correr"（跑）的变位。
横行表示人称范畴，不同的颜色分别表示第一人称、第二人称（非尊称）和第三人称（以及第二人称尊称）。
竖行表示时范畴，日出表示过去时，日中表示现在时，月亮表示将来时。

屈折语中的屈折形式常常同时包含人称范畴和其他范畴。单独表人称范畴的屈折形式多出现在黏着语或者复综语中。如在奥杰布瓦语的这个句子中：
Maaba dash shkinwe wgii-bwaadaa wii-bi-yaanid myagi-nishnaaben waa-bi-nsigwaajin
其中文意思为：这个年轻人梦到外国人会来杀了他们。其中的wgii-bwaadaa，其深层形式为o（第三人称）-gii（过去时）-bawaad（做梦）-am（第三人称有生性）-n（本指）。